# Печатка Джорджії

Аверс державної печатки штату Джорджія

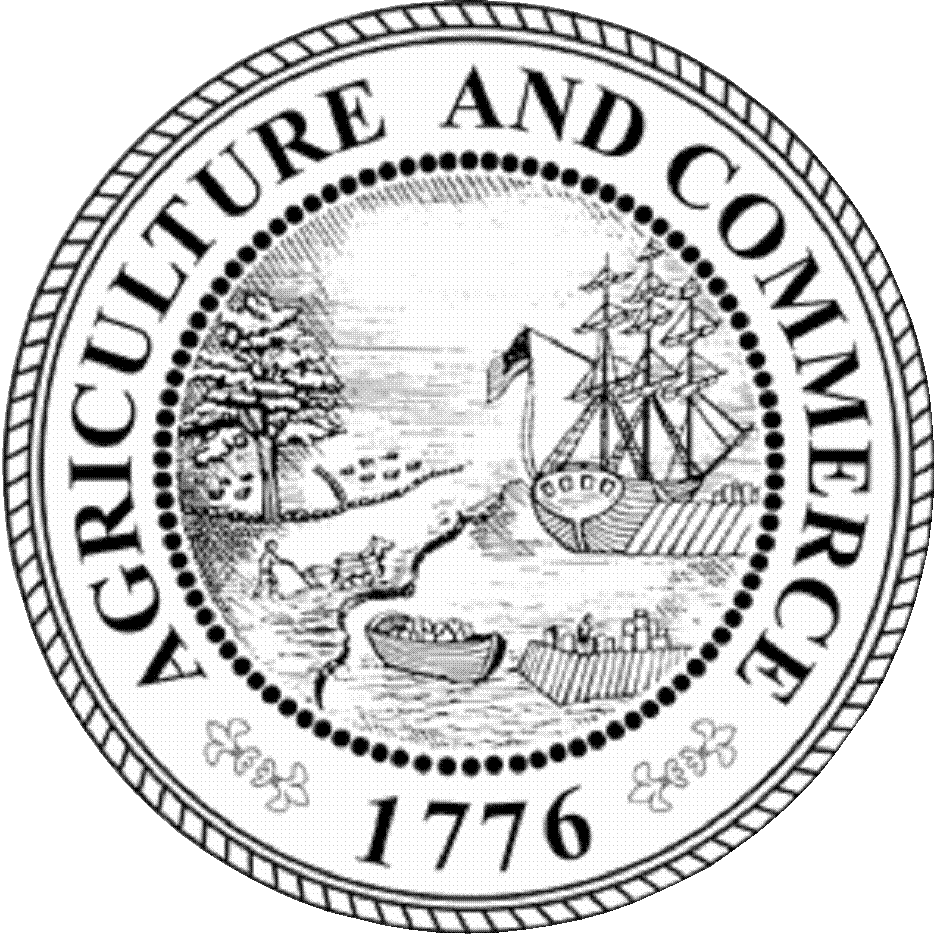
Реверс державної печатки штату Джорджія

Велика печатка штату Джорджія (англ. The Great Seal of the State of Georgia) — один з державних символів штату Джорджія, США.
Перший варіант печатки було затверджено 1776 року Конституцією штату Джорджія, сучасний дизайн визначається спеціальним статутом.

## Дизайн
Велика печатка штату Джорджія двостороння.
У центрі аверсу печатки зображено арку, що символізує Конституцію штату. Три колони арки символізують три гілки влади: виконавчу, законодавчу і судову. Колони арки обгорнуті написами зі словами девізу штату Джорджія Wisdom, Justice, Moderation («Мудрість, справедливість, помірність») і перебувають під захистом солдата (можливо, учасника Війни за незалежність США) з оголеним мечем захисників американської Конституції. Це ж зображення знаходиться на офіційному гербі штату Джорджія. У кільці напис "Печатка Джорджії" та цифри 1776 -- рік прийняття штатом Декларації незалежності США. У першому варіанті печатки були цифри 1799 — рік офіційного затвердження печатки, однак 1914 року цифри змінено на сучасні.
На реверсі печатки зображено узмор'я Джорджії й причалений корабель під американським прапором — символ експортної торгівлі штату тютюном і бавовною. Невеликий човен символізує річкові перевезення сільськогосподарських вантажів з внутрішніх районів штату. На задньому тлі зображено хлібороба й стадо овець. Фраза у верхньому півколі «Сільське господарство і торгівля штату» і цифри «1776» завершують композицію реверсу печатки штату Джорджія.

## Деякі факти
- Згідно із законодавством Генеральний секретар штату Джорджія є офіційним хранителем Великої печатки штату, яка прикладається до документів за розпорядженнями губернатора. Такий порядок зберігання печатки в минулому приводив до кількох інцидентів:
  - у період з 1868 по 1871 роки в епоху Реконструкції Півдня печатка штату не використовували для скріплення офіційних документів, оскільки її було заховано під будинком військового Генерального секретаря штату Натана Барнетта. 1872 року жителі Джорджії повернули контроль над своїм урядом і Барнетт, новообраний до того часу Генеральним секретарем штату, повернув державну печатку[1];
  - 1947 році під час Протистояння трьох губернаторів Генеральний секретар штату Бен У. Форстон-молодший також сховав печатку штату, щоб уникнути приходу до влади будь-якого з трьох учасників конфлікту і до вирішення питання про губернаторство законним шляхом за допомогою Верховного суду Джорджії.
- Зображення печатки і герба були присутні на семи з восьми прапорів штату Джорджія. Виняток представляв прапор штату, що використався з 1879 по 1902 роки.
- Зображені на друку чавунні арка й стовпи з 1858 року стоять біля північного входу в Університет Джорджії. Серед студентів університету поширене давнє повір'я, що якщо до свого першого іспиту під аркою пройде першокурсник, то він ніколи не зможе закінчити навчання в цьому університеті. Зараз арка і колони входять є офіційною символікою університету.